# Gruta (gmina)
Gruta est une gmina rurale du powiat de Grudziądz, Couïavie-Poméranie, dans le centre-nord de la Pologne. Son siège est le village de Gruta, qui se situe environ 13 km à l'est de Grudziądz et 52 km au nord-est de Toruń.
La gmina couvre une superficie de 123,77 km2 pour une population de 6 539 habitants.

## Géographie
La gmina est bordée par les gminy de Grybów, Kamionka Wielka, Krynica-Zdrój, Muszyna, Nawojowa et Piwniczna-Zdrój.